# Tonight's Decision
Albums de Katatonia
Discouraged Ones
(1998) Last Fair Deal Gone Down
(2001)
Tonight's Decision est le quatrième album du groupe de metal suédois Katatonia, sorti en 1999 sous le label Peaceville Records.
Sur cet album, Katatonia s'éloigne de ses racines doom metal et privilégie un son alternatif.

## Liste des chansons
Toutes les chansons sont écrites et composées par Nyström et Renkse sauf mention contraire.
| No  | Titre                                | Durée |
| --- | ------------------------------------ | ----- |
| 1.  | For My Demons                        | 5:47  |
| 2.  | I Am Nothing                         | 4:37  |
| 3.  | In Death, a Song                     | 4:51  |
| 4.  | Had to (Leave)                       | 6:03  |
| 5.  | This Punishment                      | 2:46  |
| 6.  | Right into the Bliss                 | 5:04  |
| 7.  | No Good Can Come of This             | 4:24  |
| 8.  | Strained                             | 4:15  |
| 9.  | A Darkness Coming                    | 5:01  |
| 10. | Nightmares by the Sea (Jeff Buckley) | 4:15  |
| 11. | Black Session                        | 7:01  |
| 12. | No Devotion (Bonus)                  | 4:48  |
| 13. | Fractured (Bonus)                    | 5:52  |